# ヨコエソ科
ヨコエソ科（学名：Gonostomatidae）は、ワニトカゲギス目に所属する魚類の分類群（科）の一つ。深海に生息する海水魚のみ、8属31種で構成される。極圏を含めた全海洋に幅広く分布し、莫大な生物量を誇るグループとなっている。

## 分布・生態
ヨコエソ科魚類は大西洋・インド洋・太平洋など世界中の海に分布し、ミナミオニハダカなど一部の種の生息範囲は極圏にまで及ぶ。所属するすべての魚類は水深200m以深で暮らす深海魚で、海底から離れた中層を漂って生活している。ハダカイワシなど他の中層遊泳性深海魚と同様に、体側および腹部に配列した多数の発光器による生物発光を行う。
環境条件の変化が少ない外洋の深海で生活するため、ヨコエソ科魚類の種ごとの分布範囲は非常に広大であることが多い。特に、13種が所属するオニハダカ属の仲間は三大洋すべてに分布するものが多く、ギンハダカ科のウキエソ属魚類と並び、地球上の脊椎動物として最大の個体数をもつ一群と考えられている。
オニハダカ属・ヨコエソ属の一部は雄性先熟型の雌雄同体で、すべての個体が雄として性成熟した後、ある程度成長すると雌に性転換する。

## 形態
体型は細長く、近縁のムネエソ科（ムネエソ亜科）のように強く側扁することはない。体長は最大で36cmにまで成長し、2-3cm程度で成熟する小型種も含まれる。太陽光のほとんど届かない深海に住むため黒色であることが多いが、比較的生息水深の浅い種類では銀白色から半透明の体色をもつ場合がある。峡部に発光器を備え、鰓条発光器は8-16個。
背鰭と臀鰭は体のやや後方に位置する。臀鰭は16-69本の軟条で構成され、脂鰭の有無はさまざま。鰓条骨は12-16本、椎骨は29-94個。

## 分類
ヨコエソ科にはNelson（2016）の体系において8属31種が認められている。ユメハダカ属（Diplophos）・Manducus 属・Triplophos 属の3属は、以前は独立のユメハダカ科 Diplophidae として扱われることもあった。また、オニハダカ属 Cyclothone をツマリヨコエソ属 Gonostoma のシノニムとする見解もある。
ヨコエソ科の化石記録は中新世にまで遡り、1958年にL. S. Bergによって報告された。本科魚類の英名である「bristlemouths」は、口に剛毛（bristle）のような歯を備えることに由来する。
- オニハダカ属 Cyclothone

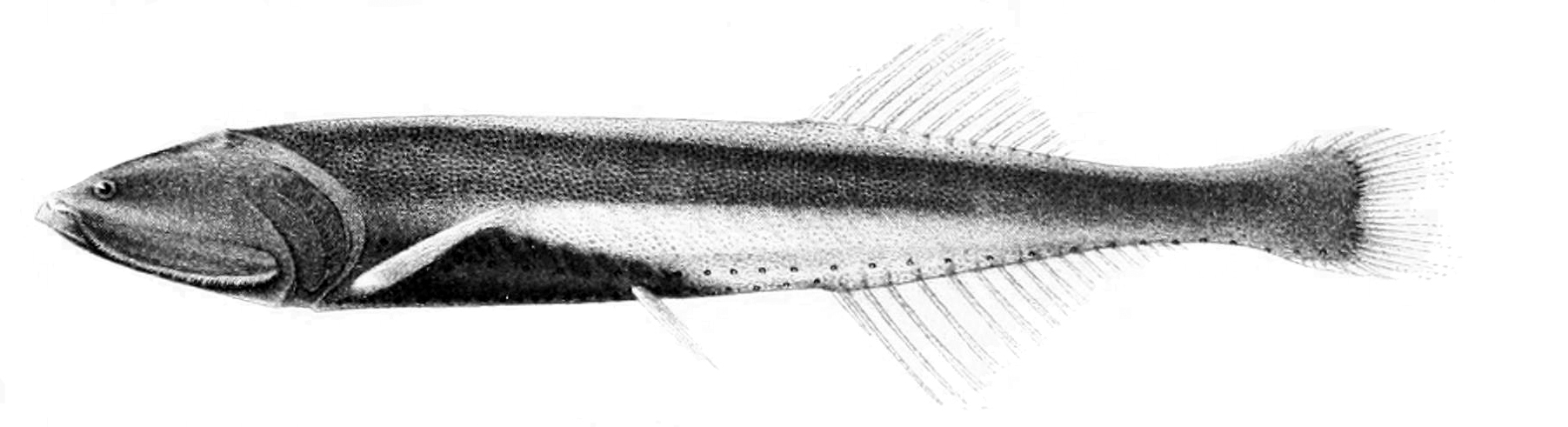
ウスオニハダカ Cyclothone pallida （オニハダカ属）。オニハダカ類は非常に数が多く、ハダカイワシ類と並び中深層で支配的な存在となっている

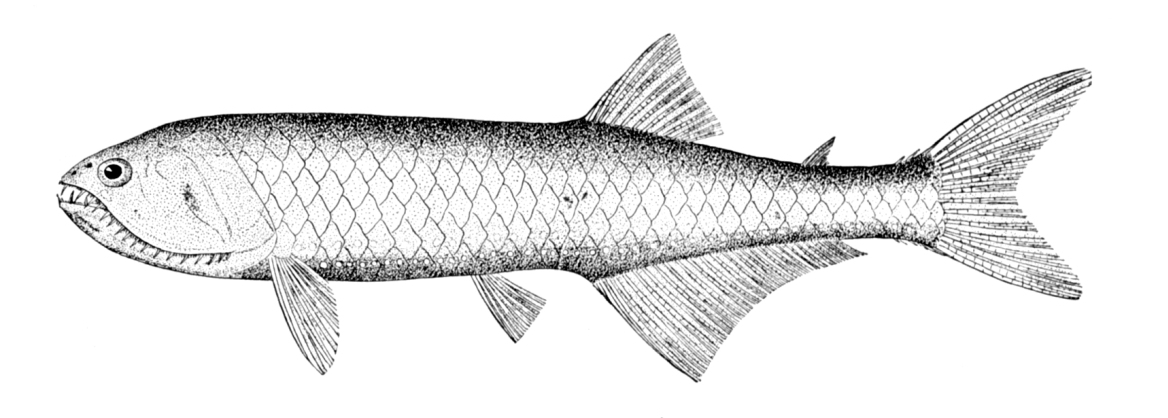
Gonostoma denudatum （ツマリヨコエソ属）。主にインド洋、大西洋から知られる

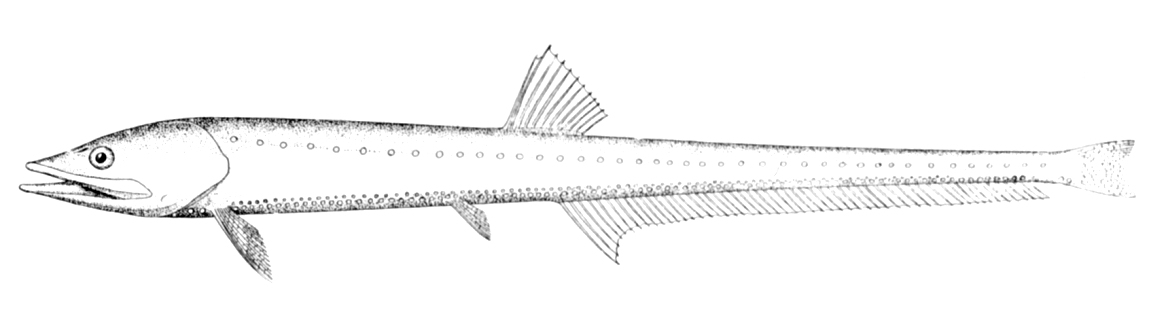
ネッタイユメハダカ Diplophos taenia （ユメハダカ属）。本属は独立のユメハダカ科として扱われることもある

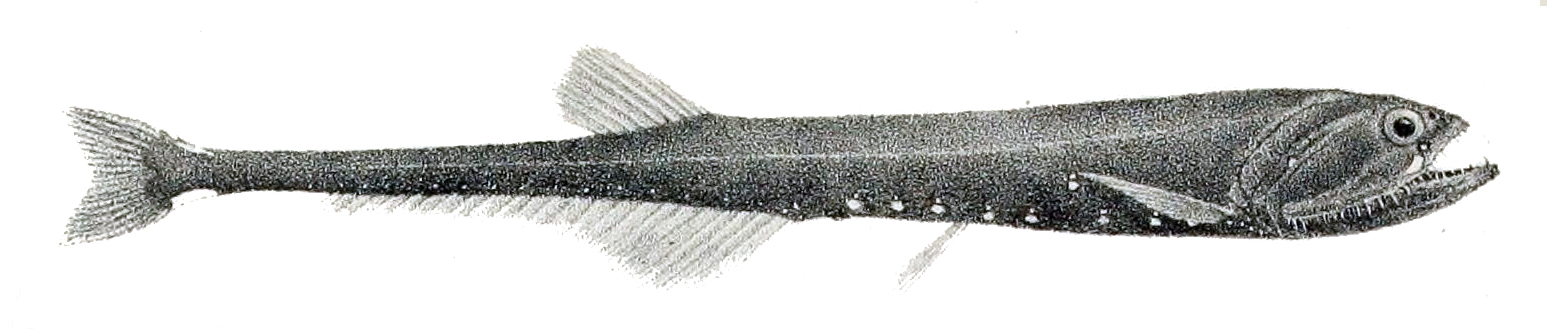
ヨコエソ Sigmopos gracilis （ヨコエソ属）。日本近海を含む北太平洋の深海に分布する

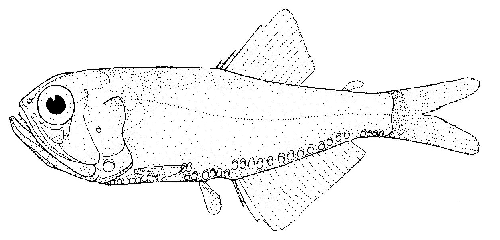
レンジュエソ Margrethia obtusirostra （レンジュエソ属）。本属は脂鰭をもち、体側発光器を欠くことが特徴

  - ウスオニハダカ Cyclothone pallida
  - オニハダカ Cyclothone atraria
  - クロオニハダカ Cyclothone obscura
  - センオニハダカ Cyclothone acclinidens
  - ハイイロオニハダカ Cyclothone pseudopallida
  - ミナミオニハダカ Cyclothone microdon
  - ユキオニハダカ Cyclothone alba
  - Cyclothone braueri
  - Cyclothone kobayashii
  - Cyclothone livida
  - Cyclothone parapallida
  - Cyclothone pygmaea
  - Cyclothone signata
- ツマリヨコエソ属 Gonostoma[6]
  - ツマリヨコエソ Gonostoma atlanticum
  - Gonostoma denudatum
- ユメハダカ属 Diplophos
  - ネッタイユメハダカ Diplophos taenia
  - ユメハダカ Diplophos orientalis
  - Diplophos australis
  - Diplophos pacificus
  - Diplophos rebainsi
- ヨコエソ属 Sigmops
  - オオヨコエソ Sigmopos elongatus
  - ヨコエソ Sigmops gracilis
  - Sigmopos bathyphilus
  - Sigmopos ebelingi
  - Sigmopos longipinnis
- レンジュエソ属 Margrethia
  - レンジュエソ Margrethia obtusirostra
  - Margrethia valentinae
- Bonapartia 属
  - Bonapartia pedaliota
- Manducus 属
  - Manducus greyae
  - Manducus maderensis
- Triplophos 属
  - Triplophos hemingi